# Pinus serotina
Pinus serotina är en tallväxtart som beskrevs av André Michaux. Pinus serotina ingår i släktet tallar, och familjen tallväxter. IUCN kategoriserar arten globalt som livskraftig. Inga underarter finns listade i Catalogue of Life.

## Bildgalleri

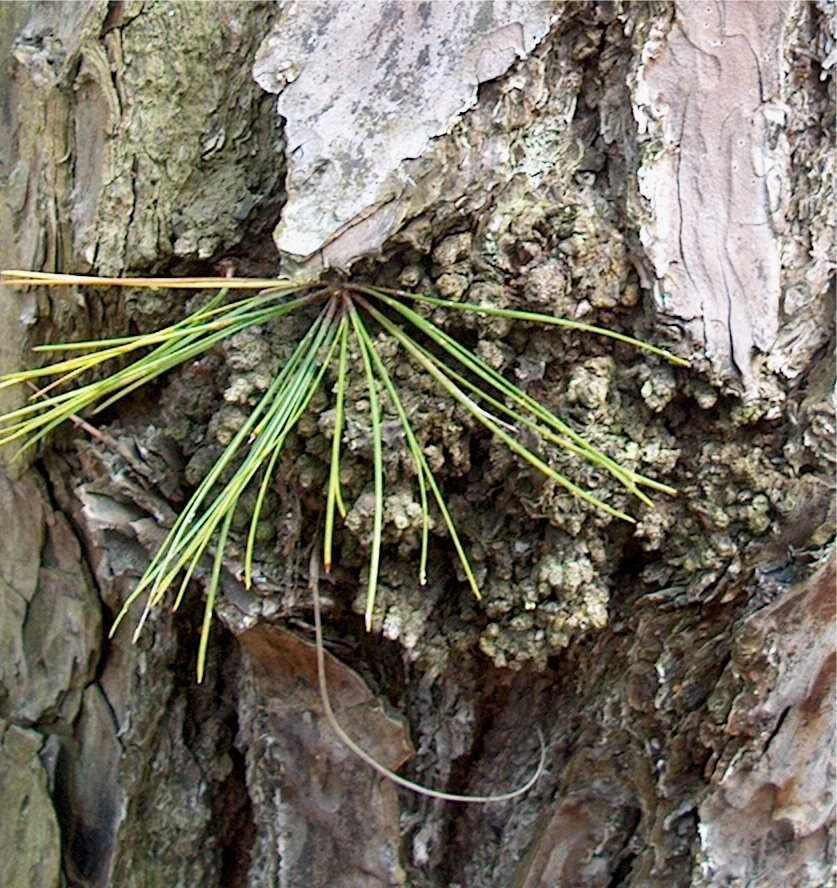
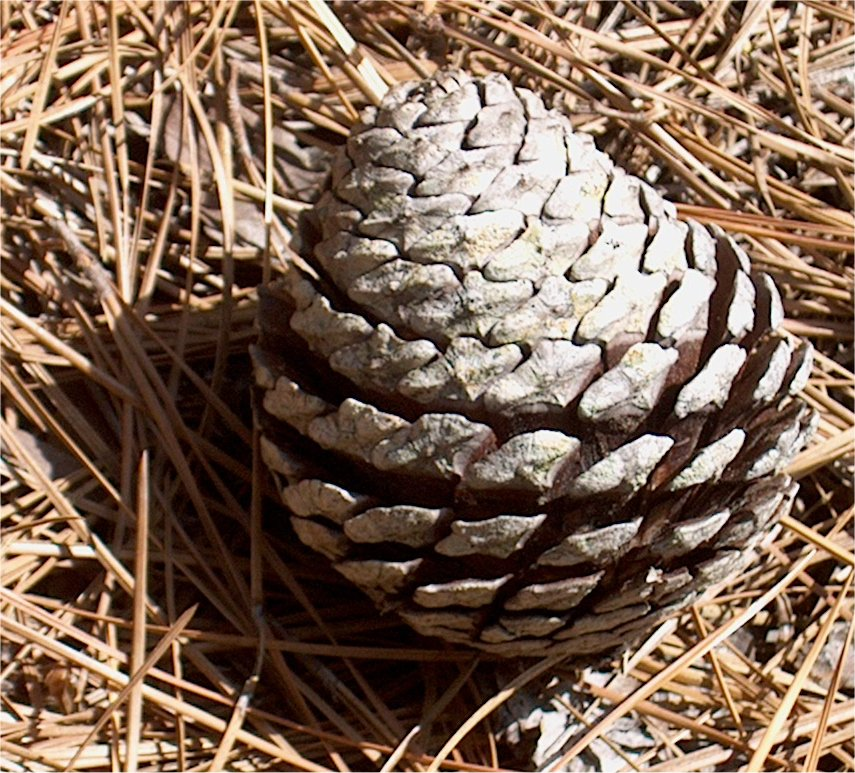
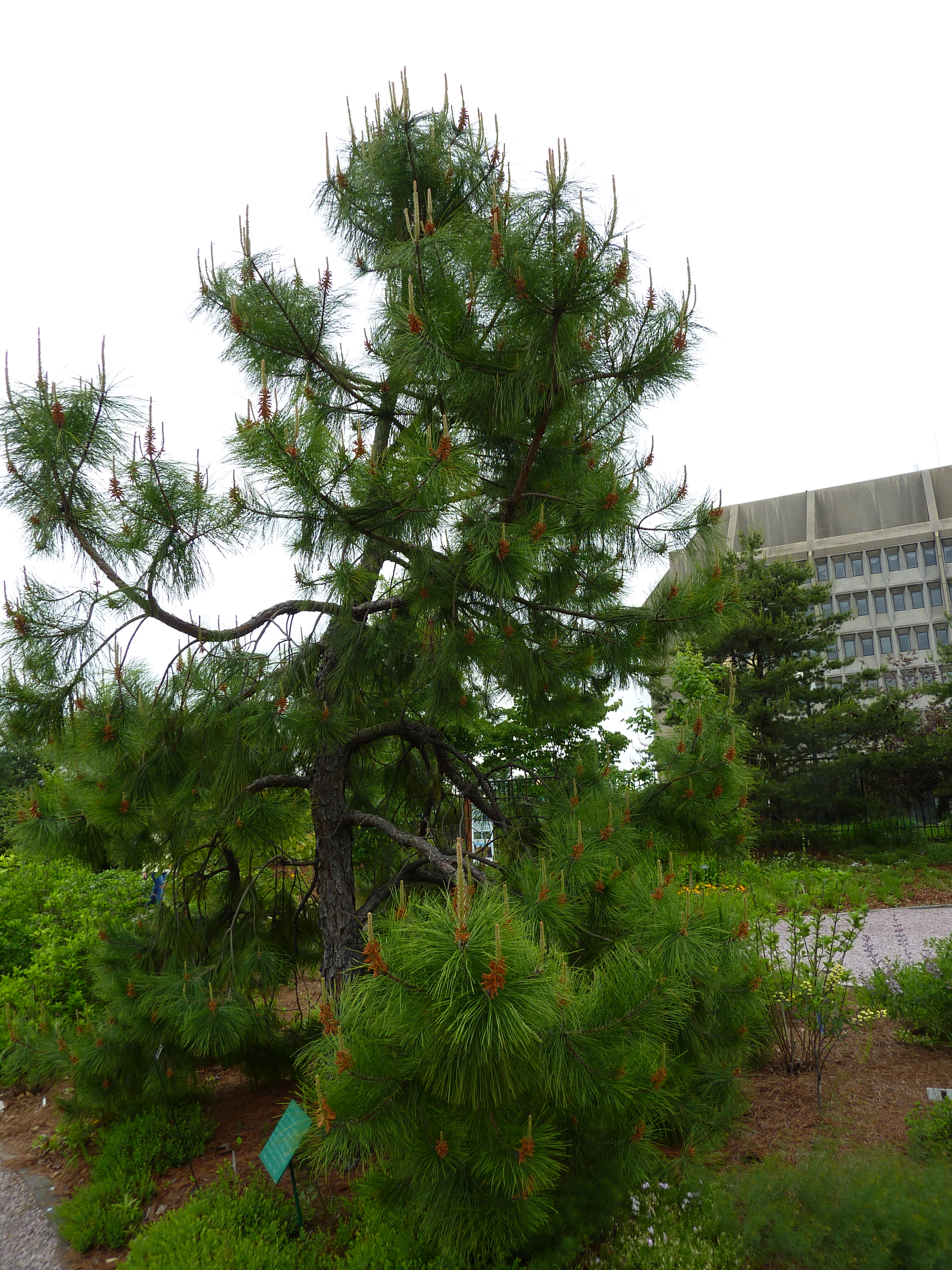